# SSE5
Az SSE5, amelyet az AMD 2007. augusztus 30-án jelentett be, az AMD64 utasításkészlet 128 bites SSE mag-utasításainak bővítése lett volna a Bulldozer-magos processzorok számára, amelyek gyártása 2009-ben kezdődik meg.
Az SSE5 170 utasítást tartalmaz, melyek közül sokat arra terveztek, hogy növelje az egyszálas teljesítményt. Néhány SSE5-utasítás a RISC által ihletett háromoperandusú utasítás, amelyek használata növeli az x86-kóddal elérhető átlagos utasítás/órajel arányt.
Az AMD állítása szerint az SSE5 drasztikus sebességnövekedést fog eredményezni, főleg a HPC, multimédiás és biztonsági alkalmazásokban, köztük 5-szörös teljesítménynövekedést AES titkosítás során, valamint 30%-os növekedést DCT alatt.